# Elektromos munka
Áram hatására a különböző anyagú és minőségű vezetők különböző mértékben melegszenek. Azonos keresztmetszetű és hosszúságú vezetők esetén a nagyobb fajlagos ellenállású anyag melegszik jobban. Az elektromos áram hőt termel, amelynek nagysága az áram, az anyag, és a szerkezet jellemzőitől is függ. A villamos munkavégzés okozta energiaátmenet eredménye a Joule-féle hő, kémia és fizikai változások, például gépelemek mozgása, forgása.

## Munka
Elektromos mezőben levő töltésre erő hat (Coulomb erő), mely a töltött testet gyorsítja, a nem rögzített test elmozdul, így munkát végez. A Q töltés az A pontból a B pontba kerülve munkát végez:
{\displaystyle W_{AB}=F\cdot s=Q\cdot E\cdot s},
ha az E elektromos erővonalak mentén mozdul el a töltés - ha a töltés elmozdulása során {\displaystyle \alpha } szöget zár be az E erővonalakkal, akkor
{\displaystyle W_{AB}=F\cdot \cos \alpha \cdot s=Q\cdot E\cdot s\cdot \cos \alpha },
és
{\displaystyle W_{AB}=0},
ha a töltés az E erővonalakra merőlegesen mozdul el.
A munkavégzés, amelyet az elektromos tér végez A-B pont között, miközben Q töltés halad át t idő alatt:
{\displaystyle W_{AB}=U_{AB}\cdot Q}.
Ez a kifejezés Ohm törvénye segítségével átalakítható:
{\displaystyle W_{AB}=U_{AB}\cdot I\cdot t=U_{AB}^{2}\cdot {\frac {t}{R}}=I^{2}\cdot R\cdot t}.

## Elektromos teljesítmény és hatásfok
Az elektromos munkára kapott kifejezésből definiálható az R ellenállású fogyasztó által felvett teljesítmény:
{\displaystyle P={\frac {W}{t}}=U\cdot I=I^{2}\cdot R={\frac {U^{2}}{R}}}
Az elektromos hálózatra jellemző a munkavégzés hasznosságára vonatkozó hatásfok:
{\displaystyle \eta ={\frac {P_{R}}{P_{T}}}={\frac {I_{R}^{2}\cdot R}{I_{T}^{2}\cdot R_{T}}}={\frac {U_{R}^{2}\cdot R_{T}}{U_{T}^{2}\cdot R}}},
ahol {\displaystyle P_{R}} az R fogyasztó által felvett teljesítmény, {\displaystyle P_{T}} a feszültségforrás által
leadott összes teljesítmény.
Tapasztalatok azt igazolják, hogy egy nem ideális telepből kivehető teljesítmény a külső ellenállás függvényében akkor maximális, ha {\displaystyle R_{b}=R_{k}}.
Azt mondhatjuk, hogy akkor vehetünk ki egy telepből maximális teljesítményt, ha a külső és a belső ellenállás megegyezik, vagyis illesztve vannak. Minden más (kisebb) teljesítményértékhez két {\displaystyle R_{k}} érték tartozik. Érdekes, hogy bármely összetartozó {\displaystyle R_{k}} értékpár mértani közepe a belső ellenállást adja meg:

## Konzervatív erőtér
Ha az A pontból a B pontba mozog a töltés, és az így keletkezett {\displaystyle W_{AB}} munkát elosztjuk a töltés nagyságával, akkor a kapott mennyiség csak az elektromos tér kezdeti és végállapotától függ. Ezt nevezzük az A pont B-hez viszonyított feszültségének.

1 volt a feszültség A és B pontok között, ha a mező 1 coulomb töltésen 1 joule munkát végez, mialatt a töltés A pontból B pontba jut.
Az elektromos mezőben végzett munka független a töltött test által megtett úttól, csak a kezdő és végponttól függ. Az ilyen tereket, amelyekben a megfigyelt testen végzett munka nagysága független a két végpont közötti úttól, konzervatív erőtérnek nevezzük.
Mivel a feszültség független az úttól, csak az elektromos tér kezdő és végpontjától függ, (vagyis bármilyen úton jutok A pontból B pontba, a munka ugyanannyi) ezért egy nulla szintet választhatunk (ez a föld vagy a végtelen távoli pont) és ettől számítjuk a feszültséget, így megkapjuk a potenciált. A potenciál jele: {\displaystyle U_{0A}=U_{A}}; mértékegysége: V (volt)
Az {\displaystyle U_{AB}} feszültség kifejezhető {\displaystyle U_{A}} és {\displaystyle U_{B}} potenciálok segítségével a következőképpen:
{\displaystyle U_{AB}=U_{A}-U_{B}}.

## Tárolt elektromos munka
Ha egy galvánelem reverzibilisen működhet, azaz ha a benne lévő anyagok az áram termelése közben átalakulnak, de ha ezek az anyagok ellenkező irányú áram hatására képesek szinte hiánytalanul visszaalakulni, akkor mondhatjuk, hogy ezek a galvánelemek – ciklikusan használva, a regenerálódásuk révén – az elektromos munka tárolóinak tekinthetők. Ezek az akkumulátorok.
Hasonló célra használhatók a kondenzátorok is.